# Дым (роман)
«Дым» — пятый по счёту роман И. С. Тургенева; написан в 1865—1867 годах. Действие происходит на водах в Баден-Бадене. Опубликован в 1867 году в журнале «Русский вестник».

## Персонажи
- Григорий Михайлович Литвинов — помещик, сын отставного чиновника из купеческого рода и дворянки, четыре года провёл за границей, обучаясь агрономии.
- Ирина Павловна Ратмирова (в девичестве Осинина) — представительница древнего, но обедневшего княжеского рода, юношеская любовь Литвинова; под покровительством графа Рейзенбаха входит в петербургское общество и становится светской дамой.
- Валериан Владимирович Ратмиров — муж Ирины Павловны, молодой генерал; карьерист «не без примеси общего, лёгкого, как пух, либерализма», но либеральные взгляды не мешают ему пороть взбунтовавшихся крестьян.
- Татьяна Петровна Шестова — троюродная сестра и невеста Литвинова.
- Капитолина Марковна Шестова — тётка Татьяны, воспитавшая её, старая дева; придерживается демократических взглядов, читает Штрауса и не любит аристократию, но всё же не удерживается от соблазна посмотреть на «большой свет» Баден-Бадена.
- Созонт Иванович Потугин — отставной надворный советник, по происхождению разночинец, служил в министерстве финансов в Петербурге, убеждённый западник; безответно влюблён в Ирину Павловну, по её просьбе воспитывает внебрачную дочь её подруги.
- Степан Николаевич Губарев — глава гейдельбергского кружка русской интеллигенции.
- Ростислав Бамбаев — московский знакомый Литвинова, «вечно без гроша и вечно от чего-нибудь в восторге».
- Семен Яковлевич Ворошилов — молодой красноречивый офицер, приятель Бамбаева.
- Матрёна Семёновна Суханчикова — вздорная бездетная вдова.
- Пищалкин — «идеальный мировой посредник».
- Тит Биндасов — «с виду шумный бурш, а в сущности, кулак и выжига, по речам террорист, по призванию квартальный».

## Сюжет романа
Григорий Михайлович Литвинов, молодой помещик тридцати лет, проводит время в Баден-Бадене, дожидаясь приезда своей невесты и её тётки. Литвинов знакомится на курорте с представителями русской интеллигенции, но, видя их ничтожество, скучает, не участвуя в ожесточённых спорах о судьбах отечества. Внезапная и неожиданная встреча с любовью своей юности Ириной переворачивает жизнь Литвинова. Бросаясь навстречу взаимному сильному чувству, он готов пустить свою прежнюю жизнь под откос.

## Критика
Сатирически изображённые в романе «Дым» образы представителей высшего света и генералитета, списанные Тургеневым с натуры во время его нахождения в Баден-Бадене, никого из читающей публики не оставили равнодушным. Авторы большинства статей о романе, появившихся сразу после его опубликования, были настроены к нему критически. В 1867 году Тургенев, возобновивший переписку с Герценом, сообщал ему: «…меня ругают все — и красные, и белые, и сверху, и снизу — и сбоку…» Положительно оценили роман П. В. Анненков (в статье «Русская современная история в романе И. С. Тургенева „Дым“») и А. Н. Плещеев (в письме к А. М. Жемчужникову от 15 (27) июля 1867 г.). Тютчев увидел в книге измену патриотическому чувству и, по предположению ряда критиков, выразил свои чувства в стихотворении «Дым», а также опубликовал следующую эпиграмму:
«И дым отечества нам сладок и приятен!» —

Так поэтически век прошлый говорит.

А в наш — и сам талант всё ищет в солнце пятен,

И смрадным дымом он отечество коптит!
Ги де Мопассан, отмечая, что в этой книге Тургенев показал «успех революционных умов, а вместе с тем — их слабость и причины их бессилия», писал: «Он подвергся тогда нападению сразу с двух сторон; его беспристрастность возбудила против него обе соперничающих фракции». Л. Н. Толстой в июне 1867 года писал А. А. Фету, что «моё впечатление общее всем»: «В „Дыме“ нет ни к чему почти любви и нет почти поэзии. Есть любовь только к прелюбодеянию лёгкому и игривому, и потому поэзия этой повести противна». Вместе с тем некоторые литературоведы пытаются отыскать некоторое влияние романа Тургенева на более поздний роман Толстого «Анна Каренина», являющийся по наблюдению Бялого Г. А. близким по жанру и типу. 

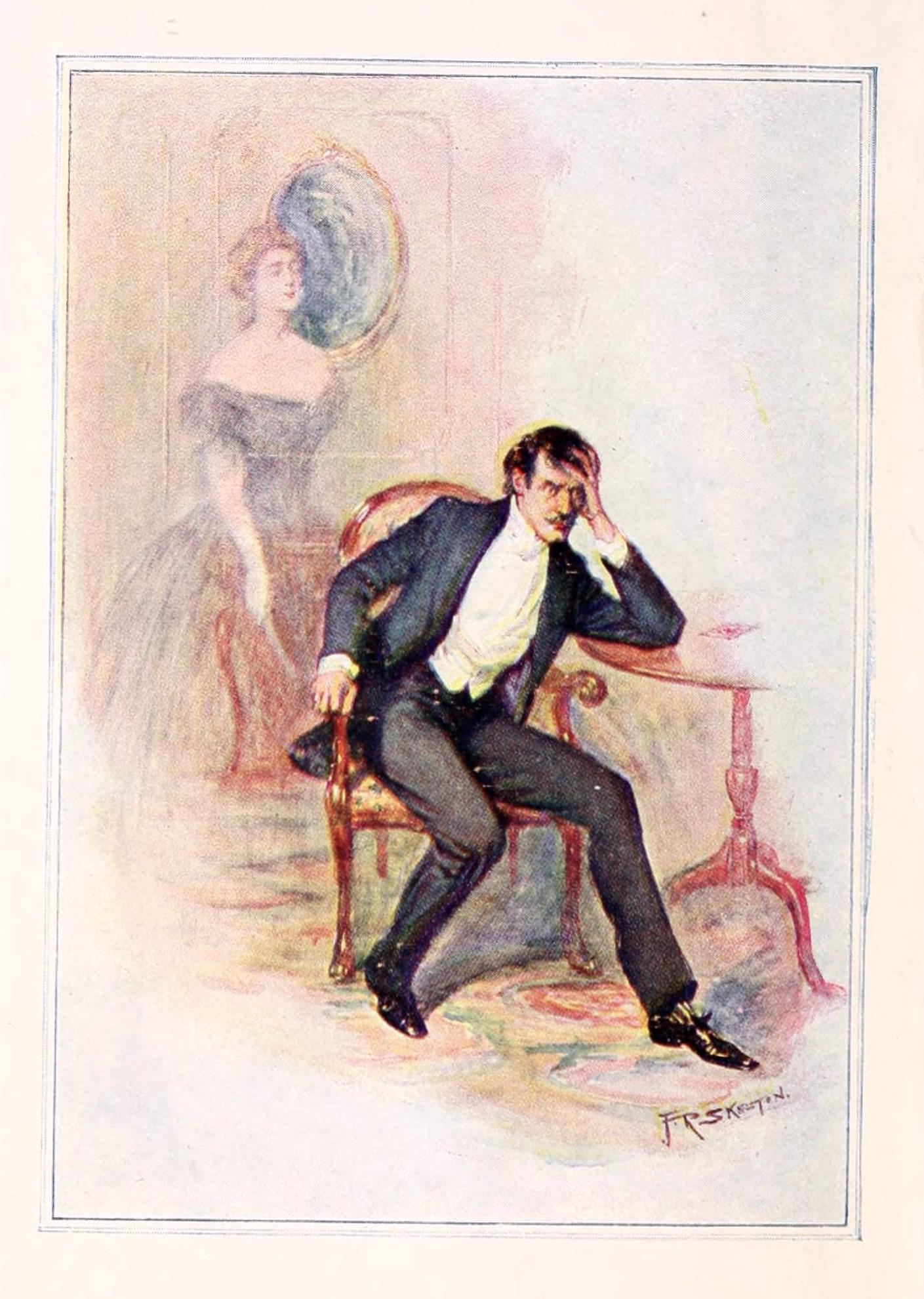
Литвинов на иллюстрации Джозефа Скелтона

Многие комментаторы видели в «Дыме» подтверждение того, что за годы заграничной жизни Тургенев утратил связь с действительностью послереформенной России. Так, Д. Мирский характеризует «Дым» как «самый плохо построенный из его романов», где имеется «прекрасная любовная история, которая нашпигована разговорами, постоянно прерывающими её течение; к персонажам эти разговоры не имеют никакого отношения, это просто диалогизированные журнальные статьи на тему о том, что вся мыслящая и образованная Россия не более чем дым». Если же убрать эту публицистическую составляющую, то «Дым», по мнению Мирского, не уступает лучшим повестям Тургенева 1850-х гг., а по сюжету напоминает «Вешние воды» (1871): «молодой человек любит чистую прелестную девушку, но оставляет её ради зрелой и похотливой тридцатилетней женщины, любимой многими, для которой он лишь игрушка мимолётной страсти». Образ Ирины видится Мирскому одним из самых удачных в творчестве Тургенева.
В советском литературоведении «Дым» рассматривался как роман-памфлет, отразивший глубокое разочарование Тургенева в современной политической жизни и его скептическое отношение к молодому поколению. Всё это для него лишь «дым, бессмысленный и бесполезный». Исследовательница Г. Э. Винникова утверждает, что в «Дыме» место Герцена и Огарёва заняли вульгаризаторы их идей, не соглашаясь с теми, кто считал, что в романе за Губаревым стоит Огарёв. По словам И. И. Векслера (1885—1954), предпоследний роман Тургенева представляет собой «манифест либеральных сторонников прусской системы капиталистического развития России, написанный рукою большого мастера, в ярких образах, в блестящей публицистической оправе доведённый до современной ему читающей публики».

## Экранизация
- 1920 — Дым / Fumo, Италия, режиссёр Васко Сальвини
- 1925 — Дым / Kemuri (Smoke), Япония, режиссёр Дайскэ Ито
- 1949 — Дым / Smoke, США  (телесериал Студия 1[англ.], режиссёр Пол Никелл[англ.]

Роман был экранизирован в 1992 году режиссёром Аян Шахмалиевой (трёхсерийный фильм «Дымъ»). 
Главные роли исполнили Владислав Ветров, Станислав Любшин и Лариса Борушко.